# Rob Roy MacGregor
Robert Roy MacGregor (în gaelică scoțiană Raibeart Ruadh MacGriogair; n. 7 martie 1671, Glengyle⁠(d), Scoția, Regatul Unit – d. 28 decembrie 1734, Balquhidder⁠(d), Stirling⁠(d), Scoția, Regatul Marii Britanii) a fost un haiduc scoțian, care mai târziu a devenit un erou popular.